# Euribate di Argo
Euribate (in greco antico: Εὐρυβάτης?, Eurybátes; Argo, VI secolo a.C. – Egina, 491 a.C.) è stato un militare greco antico.

## Biografia
Nel 491 a.C. Euribate, campione di pentathlon ai Giochi Nemei, comandava il contingente di mille volontari argivi accorsi in aiuto degli Egineti contro gli Ateniesi. Sfidò a duello quattro Ateniesi e riuscì ad uccidere i primi tre, ma il quarto, Sofane, riuscì ad abbatterlo.